# 1325
1325 (MCCCXXV) var ett normalår som började en tisdag i den julianska kalendern.

## Händelser

### Sommaren
- Sommaren – Mats Kettilmundsson börjar ett krig mot Reval på grund av att fyra riddare i stadens tjänst har anklagats för mord och avrättats.

### November
- November – Reval begär att fredsförhandlingar skall inledas.
- 21 november – Ivan I blir furste av Moskva.
- 30 november – Svenska rådet avger ett svarsbrev till Reval.

## Födda
- Eleonora av Sicilien, drottning av Aragonien.

## Avlidna
- 17 januari – Esger Juul, dansk ärkebiskop sedan 1310.
- 21 november – Jurij av Moskva, storfurste av Moskva och Vladimir.